# Prix Kimura Ihei
Le prix Kimura Ihei (木村伊兵衛写真賞, きむらいへいしゃしんしょ) est un prix photographique japonais.

## Historique
Le prix est décerné annuellement depuis 1975 (sauf en 1983) par la société Asahi Shimbun, éditrice des journaux Asahi Shimbun et Asahi Camera en l'honneur du photographe Ihei Kimura.
Il récompense un ou plusieurs jeunes photographes qui ont été actifs dans l'année par leurs expositions et publications.
Avec le Prix Ken Domon, c'est l'un des principaux prix photographiques japonais.

## Liste des lauréats
- 1975, Kazuo Kitai
- 1976, Kōshichi Taira
- 1977, Shin'ya Fujiwara
- 1978, Ishiuchi Miyako
- 1979
  - Mitsuaki Iwagō
  - Seiji Kurata
- 1980, Tsuneo Enari
- 1981, Kanendo Watanabe
- 1982, Keizō Kitajima
- 1983, non décerné
- 1984, Keiichi Tahara
- 1985, Kazuyoshi Miyoshi (ja)
- 1986, Hisashi Wada
- 1987, Ikuo Nakamura
- 1988, Ryūji Miyamoto
- 1989
  - Hana Takeda (ja)
  - Michio Hoshino
- 1990, Michiko Kon
- 1991, Toshio Shibata
- 1992
  - Mitsugu Ōnishi
  - Norio Kobayashi
- 1993, Yasuhisa Toyohara
- 1994, Mitsuhiko Imamori
- 1995, Masato Seto
- 1996, Naoya Hatakeyama
- 1997, Kyōichi Tsuzuki (ja)
- 1998, Takashi Honma (ja)
- 1999, Risaku Suzuki
- 2000
  - Hiromix
  - Yurie Nagashima
  - Mika Ninagawa
- 2001
  - Rinko Kawauchi
  - Taiji Matsue
- 2002
  - Yuki Onodera
  - Masafumi Sanai (ja)
- 2003, Tomoko Sawada (en)
- 2004, Masaki Nakano (ja)
- 2005, Ryūdai Takano
- 2006
  - Naoki Honjō (ja)
  - Kayo Ume (ja)
- 2007
  - Atsushi Okada (ja)
  - Lieko Shiga (en)
- 2008, Masashi Asada
- 2009,  Cozue Takagi
- 2010, Eiko Arizono
- 2011, Masaru Tatsuki (ja)
- 2012,	
  - Arata Dodo (ja)
  - Tomoko Kikuchi
- 2013,	Eiki Mori (en)
- 2014,	
  - Ryūichi Ishikawa (en)
  - Kotori Kawashima (ja)
- 2015,	Takashi Arai (en)
- 2016,	Mikiko Hara
- 2017,	
  - Hiroko Komatsu
  - Aya Fujioka
- 2018,	Ai Iwane (ja)
- 2019,	
  - Mari Katayama (en)
  - Daisuke Yokota

## Référence
- (en) Cet article est partiellement ou en totalité issu de l’article de Wikipédia en anglais intitulé « Kimura Ihei Award » (voir la liste des auteurs).